# Komponentenansatz
Der Komponentenansatz (component approach) ist eine Vorschrift für die Bewertung und  Bilanzierung von Sachanlagen (property, plant and equipment) nach IAS/IFRS und wird in IAS 16 (rev. 2003) geregelt. 
Charakteristisch ist die methodische Zerlegung des physischen Vermögensgegenstandes  für Zwecke der bilanziellen Bewertung in einzelne Bestandteile und deren separate Bewertung. 
Nach IAS 16.43 ist der Anschaffungswert bzw. sind die Anschaffungskosten eines Vermögenswertes zwingend auf einzelne Bestandteile zu verteilen, wenn diese wertmäßig als wesentlich (significant) in Relation zum Gesamtvermögenswert anzusehen sind. (Beispiel aus IAS 16.44: ein Flugzeug und seine Triebwerke). 
Somit hat der Bilanzierende zunächst den Gesamtwert der Sachanlage zu ermitteln und anschließend eine Zerlegung in wesentliche Komponenten vorzunehmen. Eine Methode hinsichtlich der Bestimmung der Wesentlichkeit von Komponenten oder gar quantitative Grenzen wurden nicht vorgeschrieben. 
Nach IAS 16.45 steht es außerdem frei, wesentliche Komponenten einer Anlage mit selbiger Nutzungsdauer und Abschreibungsmethodik zu aggregieren. Auf dieser Basis wird der Abschreibungsaufwand für die Summe gleicher Komponenten ermittelt.
Im Rahmen des Komponentenansatzes wurde die Aktivierung von Ersatzteilen (IAS 16.13) und größeren Wartungsaufwendungen (IAS 16.14) als nachträgliche Anschaffungskosten ermöglicht. (Beispiel Flugzeug: Austausch des Triebwerks nach einer bestimmten Flugstundenzahl.) Der Abschreibungszeitraum für Wartungskosten erstreckt sich i. d. Regel bis hin zur nächsten geplanten größeren Wartung.
Von der Bilanzierung ausgenommen sind z. B. kleinere Wartungs- und Servicekosten. Diese sind erfolgswirksam im Aufwand zu erfassen. 
Nach dem Handelsgesetzbuch wäre der Vermögensgegenstand entsprechend dem Aggregatansatz als ein Vermögensgegenstand zu bilanzieren. Der Abschreibungsaufwand errechnet sich folglich auf Basis des Gesamtvermögensgegenstandes. 